# Gran Albania

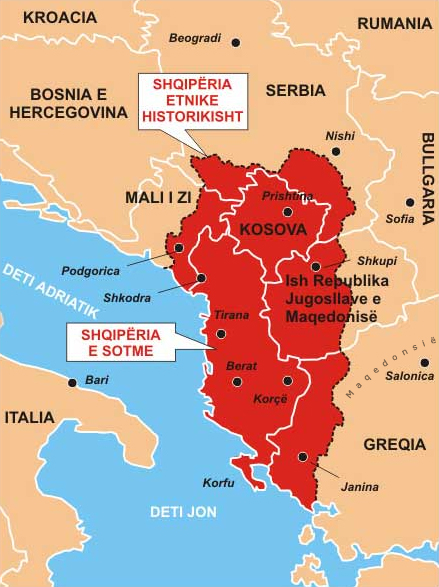
Mapa de territorios de la región reclamada.

Gran Albania, además de Albania, se refiere a un concepto irrendentista y nacionalista que busca anexionarse las tierras que muchos albaneses consideran su patria nacional. Se basa en afirmaciones sobre la presencia actual o histórica de poblaciones albanesas en esas zonas. Además de la Albania existente, el término incorpora reclamaciones sobre regiones en los estados vecinos, las áreas incluyen Kosovo, el valle de Preševo de Serbia, territorios en el sur de Montenegro, el noroeste de Grecia (las unidades regionales griegas de Thesprotia y Preveza, denominadas por los albaneses como Chameria, y otros territorios que formaban parte del Vilayet de Yanina durante el Imperio Otomano), y una parte occidental de Macedonia del Norte. La combinación de las poblaciones de estos países y los territorios de otros países que sustentan grandes comunidades étnicas albanesas asciende a más de 4 millones de personas.
La unificación de un área aún mayor en un solo territorio bajo la autoridad albanesa había sido concebida teóricamente por la Liga de Prizren, una organización del siglo XIX cuyo objetivo era unificar las tierras habitadas por albaneses (y otras regiones, principalmente de las regiones de Macedonia y Epiro) en un solo Vilayet albanés autónomo dentro del Imperio Otomano. que se logró brevemente de iure en septiembre de 1912. El concepto de una Gran Albania, es decir, más grande que Albania dentro de sus fronteras de 1913, fue concebido e implementado bajo la ocupación italiana y alemana de los Balcanes durante la Segunda Guerra Mundial. La idea de la unificación tiene sus raíces en los acontecimientos del Tratado de Londres de 1913, cuando aproximadamente El 30% de los territorios predominantemente albaneses y el 35% de la población quedaron fuera de las fronteras del nuevo país.

## Historia

### Bajo dominio otomano

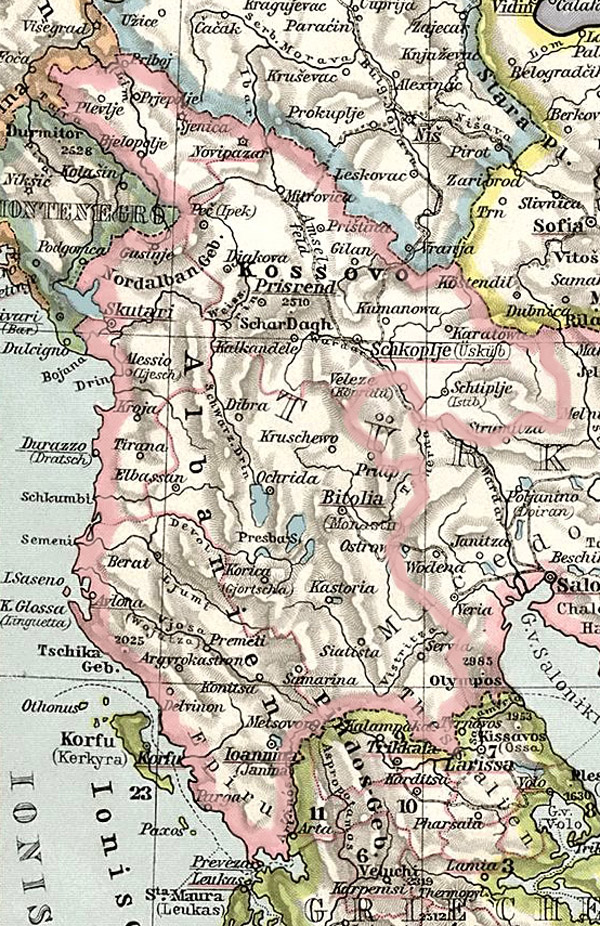
Mapa de los valiatos otomanos de Scutari (este), Kosovo (norte), Ioánina (sur) y Monastir (oeste) coloreados bajo una frontera del mismo color en la propuesta del Valiato de Albania.

Debido a la composición étnica de los habitantes de las regiones, la Liga de Prizren propuso desde finales de la década de 1870 unificar los valiatos otomanos de Scutari, Kosovo, Ioánina y Monastir en una única región que se llamase Valiato de Albania.
Debido a las numerosas revueltas con tintes secesionistas que se vivían en la región balcánica bajo dominio otomano y especialmente tras la revuelta albanesa de 1912 que duró desde enero hasta agosto de aquel año, el gobierno otomano dio luz verde al proyecto del Valiato de Albania en 4 de septiembre de 1912. Sin embargo, durante las negociaciones y acuerdos para hacer efectivo el cambio administrativo, estalló la guerra balcánica y Albania se separó del Imperio otomano el 28 de noviembre de 1912 formando el Principado de Albania, que incluía los territorios del valiato de Scutari y algunas zonas del resto de valiatos.

### De las Guerras Balcánicas a la 2.ª Guerra Mundial
Aunque la independencia albanesa fue muy apoyada por Austria-Hungría y Rusia, los cuales buscaban negar a la creciente Serbia una mayor salida al mar que podría conseguir anexionándose los territorios albaneses, también encontró intereses contrarios en Reino Unido y Francia, quienes no querían que Albania anexionase todos los territorios de población albanesa propuestos en el Valiato, puesto que no querían un estado poderoso en los balcanes que fuese mayoritariamente musulmán, por lo que apoyaron los intereses del Reino de Grecia en anexionarse los territorios del Valiato de Ioánina, el de Salónica y partes del de Monastir; mientras que los serbios hacían lo propio con el valiato de Kosovo.
Tras la Primera Guerra Mundial y la desocupación de Albania por parte de las fuerzas de la triple entente, el Reino de Grecia se anexionó el territorio del Epiro Septentrional, un territorio que consideraban helénico, pero que Albania había conseguido mantener debido a que la mayoría de la población era albanesa. En esta ocasión, la esfera internacional dio la razón a Albania y en 1924, Grecia accedió a desocupar la zona.

### Segunda Guerra Mundial
Durante la Segunda Guerra Mundial, Albania fue nuevamente ocupada, pasando a formar parte de la Italia de Mussolini. Además, en otros territorios de la diáspora albanesa fuera de Albania, la conquista por fuerzas alemanas supuso un frenazo al intento de emancipación que la población civil estaba intentando realizar sobre la base de la composición étnica del territorio, como el caso de Kosovo, donde la mayoría albanesa estaba consiguiendo que la minoría serbia se replegase más allá de Pristina.
Aun así, curiosamente sería durante la ocupación italiana que Albania llegaría a su máxima extensión territorial, anexionandose territorios de Yugoslavia como Kosovo y el oeste de Macedonia durante el transcurso de la guerra. Estos territorios serían devueltos después del conflicto.

### Fin del estado socialista y guerras yugoslavas
Con el fin del régimen socialista que gobernaba Albania en 1991, muchos albaneses que habitaban cerca de las zonas fronterizas en Montenegro y Grecia fueron mudándose paulatinamente a Albania, disminuyendo la presencia albanesa en esas zonas.
No fue así en el caso de Kosovo y Macedonia del Norte, en esta segunda, la zona oeste del país tiene una gran mayoría de población albanesa que ha supuesto la inlusión del país en tensiones territoriales como en 2001.
En el caso de Kosovo, se creó el Ejército de Liberación de Kosovo en 1990, una fuerza paramilitar compuesta de albanokosovares que buscaba la independencia de Kosovo de la RFS de Yugoslavia y la inclusión del territorio en una Gran Albania. Su constante lucha contra las autoridades yugoslavas y las poblaciones serbias en Kosovo acabó desembocando en la guerra de Kosovo. A día de hoy el territorio se ha declarado como país independiente, siendo reconocido por muchos estados del mundo y funcionando con independencia de facto, aunque Serbia y varios países no reconocen la misma. (Véase: Reconocimiento internacional de la independencia de Kosovo)

### Del 2000 hasta hoy
En el año 2000, motivados por los sucesos de la guerra de Kosovo, surgieron muchos partidos políticos nacionalistas en Albania que buscaban la formación de la Gran Albania, aunque jamás llegaron a ser determinantes en la política albanesa.
Hoy en día, la Gran Albania sigue principalmente en la esfera de la retórica política y, en general, los albaneses balcánicos ven la integración de la UE como la solución para combatir los problemas sociales del país: delincuencia, gobierno débil, y problemas sociales de base, así como para unir a las diferentes poblaciones albanesas bajo un marco de legalidad.
En el caso de Kosovo, al ser una región habitada mayormente por albaneses, el gobierno de Albania tiene muchos intereses en la cooperación regional con la zona, aunque no expresan intenciones de agregar el territorio a Albania, sino de convertirse en una región de cooperación muy cercana. La última de estas políticas en llevarse a cabo fue el anuncio por parte de los jefes de gobierno de ambos países, el albano Edi Rama y el kosovar Ramush Haradinaj, la unificación de las aduanas en el puerto de Durrës, así como otras representaciones diplomáticas y la unificación de los títulos universitarios para 2018. Ante ello, el primer ministro Rama expresó: «Estamos finalizando el proceso de unificación de aduanas en el puerto de Durres, que no es solo de Albania, sino también de los albaneses de Kosovo».
.